# Рибозомна РНК
Рибозомната РНК (алтернативно рРНК) е вид рибонуклеинова киселина, участваща в строежа на рибозомите и играеща важна роля в биосинтезата на белтъци. Самата рибозомна РНК се синтезира в ядърцето от РНК полимераза I. Представлява около 80% от тоталното количество РНК в клетката.
Рибозомната РНК, подобно на останалите видове рибонуклеинови киселини е изградена от последователното свързване на нуклеотиди, но се характеризира с изключително сложна пространствена структура.
Броят на основните гени, кодиращи рибозомна РНК варира при различните организми, като при прокариотите те са седем (E.coli), при низшите еукариоти са от 100 до 200 (дрожди), а при висшите еукариоти достигат до няколкостотин. Гените, кодиращи рибозомна РНК за малката и голямата рибозомна субединица обикновено са разположени непосредствено едни до други, като едно от малкото изключения е митохондриалната рибозомна РНК при дрожди. Транскрибират се заедно под формата на пре-рибозомна РНК. При бактериите, отделните копия за синтез на пре-рибозомна РНК (7 на брой) са пръснати в генома, докато при еукариотите копията са съсредоточени в отделни части, наречени генни клъстери (многократно повторени гени).
Съществуват няколко отделни вида рибозомна РНК, който се означават според своя коефициент на седиментация - т.е. посредством число и латинската буква S. Коефициентът на седиментация зависи както от масата на молекулата (в случая дължината на полинуклеотидната верига), така и от формата (пространствената структура). Аналогични означения се използват и за малката и голяма рибозомна субединица. Съществуват определени разлики между прокариотните и еукариотните рибозоми и съответно рибозомни РНК-и, посочени в следната таблица:
| Тип организация | Размер на рибозомата | Голяма субединица                                                      | Малка субединица                    |
| Прокариотна     | 70S                  | 50S                                                                    | 30S                                 |
| Състав:         |                      | рРНК: 5S (120 нукл.) и 23S (2900 нукл.) Белтъци: ~34                   | рРНК: 16S (1540 нукл.) Белтъци: ~21 |
| Еукариотна      | 80S                  | 60S                                                                    | 40S                                 |
| Състав:         |                      | рРНК: 5S (120 нукл.), 5.8S (140 нукл.) и 28S (4700 нукл.) Белтъци: ~49 | рРНК: 18S (1900 нукл.) Белтъци: ~33 |